# 根達·賓特遜
阿恩·伯恩特·根達·賓得遜 （瑞典語：Arne Bernt Gunder Bengtsson，1946年2月2日—2019年8月2日），出生於瑞典圖什比（Torsby），是前瑞典足球教練。
1982年他曾成為艾歷臣副手，任教阿爾堡，後來執教彭拿典奈高斯，為球隊贏得歐洲足協盃冠軍。